# 迦勒·布拉德漢姆
迦勒·戴維斯·布拉德漢姆（英語：Caleb Davis Bradham，1867年5月27日—1934年2月19日）是一名美國藥劑師，以發明軟性飲料百事可樂而知名。

## 生平
布拉德漢姆於1867年5月27日出生於北卡羅來納州金卡平，父親是喬治·華盛頓·布拉德漢姆（George Washington Bradham），母親是朱莉婭·麥肯·布拉德漢姆（Julia McCann Bradham）。布拉德漢姆有英國和愛爾蘭血統。
布拉德漢姆畢業於北卡羅來納大學教堂山分校，是該校慈善社的成員，並在馬里蘭大學醫學院學習。
因為父親的生意破產，布拉德漢姆約於1890年從馬里蘭大學醫學院輟學。回到北卡羅來納州後，他當了大約一年的公立學校教師，此後不久在紐伯恩開了一家名為「布拉德漢姆藥品公司」的藥店，與當時的許多其他藥店一樣，也設有蘇打水機。紐伯恩市中心的中街和波洛克街是布拉德漢姆在1893年發明配方的地方——一種由可樂果萃取物、香草和「稀有油」混合而成的飲料，最初被稱為「布拉德飲料」，但在1898年8月28日被重新命名為百事可樂。布拉德漢姆用胃蛋白酶（Pepsin）和可樂（Cola）這兩個詞的組合來命名他的飲料，因為他認為他的飲料有助於消化，就像胃蛋白酶一樣，儘管它沒有作為一種成分使用。他的助手詹姆斯·亨利·金（James Henry King）是第一個品嚐到這種新飲料的人。
1902年12月24日，百事可樂公司在北卡羅來納州成立，布拉德漢姆擔任總裁，1903年6月16日，第一個百事可樂商標被註冊。同年，他將百事可樂的生產從他的藥店搬到附近的一棟租來的大樓裡。1905年，布拉德漢姆開始銷售6盎司瓶裝的百事可樂（在此之前，他只將百事可樂作為糖漿出售），並將兩個特許權授予北卡羅來納州的裝瓶商。
1901年1月4日，布拉德漢姆在北卡羅來納州紐伯恩與慈善家克雷德爾（Credle）結婚。1908年至1934年，他擁有斯洛弗-布拉德漢姆之家。他的房子於1973年被列入國家史蹟名錄。
除了經營藥店以外，他還擔任紐伯恩人民銀行的行長，並擔任克雷文縣委員會主席。他甚至一度被推薦為北卡羅來納州州長的候選人。他還在海軍預備役中擔任了25年的軍官；他被任命為北卡羅來納州海軍民兵的中尉，1904年被提升為指揮官，1913年被提升為上尉。他退役時是一名海軍後將軍。此外在1914年，他被海軍部長約瑟夫斯·丹尼爾斯任命為海軍民兵總委員會成員。
在成功的高峰期，布拉德漢姆在超過24個州授權了百事可樂的特許經營權；然而，1923年5月31日，布拉德漢姆和他的百事可樂公司宣布破產。布萊德漢姆生意失敗的主要因素是第一次世界大戰後糖的價格立即上漲到每磅28美分（戰前是每磅3美分），布萊德漢姆以這個價格購買了大量的糖，但糖的價格在他購買後不久就驟降。他公司的資產以30,000美元的價格賣給克雷文控股公司。宣布破產後，布拉德漢姆回去經營他的藥店。
布拉德漢姆於1934年2月19日在紐伯恩逝世，享年66歲。

## 外部連結
- The Birthplace of Pepsi-Cola （页面存档备份，存于）
- 在Find a Grave上的迦勒·布拉德漢姆
- New Bern Antique Postcard Slideshow
- Pepsi website （页面存档备份，存于）